# دايفيد توماس
دايفيد توماس (بالإنجليزية: David Thomas)‏ (و. 1813 – 1894 م) هو داعية، وناشر (حرفة) من ويلز، والمملكة المتحدة لبريطانيا العظمى و ايرلندا، ولد في تينبي، توفي عن عمر يناهز 81 عاماً.